# Tigranes, o Grande
Tigranes II (em latim: Tigrānēs; em grego: Τιγράνης; romaniz.: Tigránēs; em armênio/arménio: Տիգրան; romaniz.: Tigran), chamado o Grande (em latim: Magnus; em grego: ο Μέγας; romaniz.: o Mégas; em armênio: Մեծ; romaniz.: Metz), foi um príncipe da dinastia artaxíada que reinou como rei da Armênia de 95 a 55 a.C.. Sob o seu controle, o país se tornou por um curto tempo, o Estado mais poderoso do leste romano. Tigranes nasceu por volta de 140 a.C. e foi filho ou sobrinho de Artavasdes I ou Tigranes I.

## Nome
Tigranes (Tigrānēs; Τιγράνης, Tigránēs) é a forma latina e grega surgida do persa antigo *Tigrana (*Tigrāna) e do acadiano Tigranu (𒋾𒅅𒊏𒉡, Tīgranu). Hračʻya Ačaṙyan propôs que derivou por haplologia de *tigrarāna, supostamente significando "lutar com flechas" (cf. o persa antigo 𐎫𐎡𐎥𐎼𐎠𐎶, ⁠tigrām, “pontiagudo”, acusativo singular feminino), que Ačaṙyan entendeu que derivou do avéstico 𐬙𐬌𐬖𐬭𐬀 (tiγra, "flecha") e sânscrito तिग्म (tigmá, "pontiagudo") e do avéstico 𐬭𐬇𐬥𐬀 (rə̄na, "batalha, luta") e sânscrito रण (raṇa, "batalha")). Ele também comparou o grego antigo Tigrapates (Τιγραπάτης, Tigrapátēs, literalmente “mestre das flechas”) e, para a haplologia, o nome avéstico 𐬬𐬍𐬭𐬁𐬰 (vīrāz) de *vīra-rāz-. J̌ahukyan considerou a explicação improvável. É mais provável que decorra do iraniano antigo Tigrana (*Tigrāna-), uma formação patronímica com o sufixo *-āna- do nome *Tigra (*Tigrā-; lit. “delgado”), refletido no elamita Tigra (𒋾𒅅𒊏, Tīgra) e acadiano Tigra (𒋾𒅅𒊏𒀪, Tīgraʾ), da palavra discutida acima para "pontiagudo". O nome foi tardiamente registrado em armênio como Tigrã (Տիգրան, Tigran).

## Ascenção e Declínio

Império de Tigranes, o Grande

Durante sua infância, Tigranes foi entregue como refém a Mitrídates II da Pártia. Quando assumiu o trono armênio, aproveitou-se das Guerra Social (91–88 a.C.) bem como da subsequente Guerra civil Romana tanto quanto das disputas internas partas durante o reinado de Gotarzes I para expandir seu território sobre Estados clientes das duas grandes potências, tal como a Capadócia. Também conquistou territórios pertencentes ao Império Selêucida que se encontrava em meio a conflitos internos. Os limites territoriais armênios atingirem seu ponto máximo e Tigranes proclamou-se rei dos reis. Aliou-se com Mitrídates VI do Ponto, casando-se com sua filha Cleópatra (filha de Mitrídates VI do Ponto). 
Quando seu sogro sofreu seguidas derrotas para Lúculo na Terceira Guerra Mitridática, recebeu-o em sua corte, acabando por irritar os romanos. Vale notar que nesse momento encontrava-se em campanha militar no sul, próximo ao Antigo Egito. De volta ao seu império, recusou-se a entregá-lo, entrando em combate tanto com tropas de Lúculo quanto, posteriormente, de Pompeu. Sofreu derrotas estrondosas frente aos dois, inclusive em situações em que possuía grande vantagem numérica como na Batalha de Tigranocerta na qual supostamente teria dito ao ver as forças romanas: "Se são embaixadores, são muitos. Se são soldados, são poucos". Após sua derrota final frente a Pompeu, recebeu permissão para permanecer com seu reino na condição de torna-lo um Estado-tampão cliente de Roma, perca territorial de locais conquistados e o pagamento de uma vultuosa multa. Governou nessas condições até a sua morte.